# Indigofera patula
Indigofera patula är en ärtväxtart som beskrevs av John Gilbert Baker. Indigofera patula ingår i släktet indigosläktet, och familjen ärtväxter. Inga underarter finns listade i Catalogue of Life.